# ديف دير
ديف دير (بالإنجليزية: Dave Dear) هو عداء سريع بريطاني، ولد في 8 يونيو 1946 في رومزي ‏ في المملكة المتحدة.

## وصلات خارجية
- ديف دير على موقع أوليمبيديا (الإنجليزية)
- ديف دير على موقع اللجنة الأولمبية البريطانية (الإنجليزية)
- ديف دير على موقع اتحاد ألعاب الكومنولث (مؤرشف) (الإنجليزية)